# ATG16L1
La autofagia relacionada con 16 como 1 es una proteína que en humanos está codificada por el gen ATG16L1 .

## Función
La autofagia es el principal sistema de degradación intracelular que suministra componentes citoplasmáticos a los lisosomas y es responsable de la degradación de la mayoría de las proteínas de larga vida y algunos orgánulos. Los componentes citoplásmicos, incluidos los orgánulos, se secuestran en autofagosomas de doble membrana, que posteriormente se fusionan con lisosomas. ATG16L1 es un componente de un gran complejo proteico esencial para la autofagia.

## Significación clínica
Las mutaciones en el gen ATG16L1 pueden estar relacionadas con la enfermedad de Crohn .